# جمعية مكتبة ماساتشوستس
جمعية مكتبات ماساتشوستس (MLA) هي رابطة مكتبات ماساتشوستس المهنية في الولايات المتحدة التي «تدعو إلى المكتبات، وأمناء المكتبات ، وموظفي المكتبات ، وتدافع عن الحرية الفكرية ، وتوفر منتدى للقيادة ، والاتصال ، والتطوير المهني في مجال الاتصالات ، وإقامة الشبكات لإبقاء المكتبات حيوية».

## نبذة
تنشر جمعية مكتبات ماساتشوستس معايير لخدمات المكتبة للأطفال والشباب في ماساتشوستس. وترعى جمعية مكتبات ماساتشوستس مؤتمراً سنويا، بالإضافة إلى برامج التعليم المستمر والتقارير التنظيمية ذات الأهمية. الرئيس الحالي، لجمعية مكتبات ماساتشوستس هو Esme Green، مدير مكتبة Goodnow في Sudbury.

## تاريخ
تأسست جمعية مكتبات ماساتشوستس في عام 1890 باسم «نادي مكتبة ماساتشوستس». المطرقة التي تم تمريرها من رئيس إلى رئيس يقال أنها مصنوعة من خشب دستور الولايات المتحدة.
وكان لدى جمعية مكتبات ماساتشوستس لجنة تسمى نادي الفن الذي خلق مجموعات من الصور للمعارض الفنية المتنقلة التي من شأنها أن تتناوب من خلال ماساتشوستس الأعضاء والمكتبات المنتسبة في وقت مبكر من عام 1900.
وفي عام 1962 أدلت لجنة الحرية الفكرية لجمعية مكتبات ماساتشوستس بشهادتها أمام لجنة ماساتشوستس لمراقبة الأدب الفاحش التي تعارض قمع كتاب هنري ميلر (مدار السرطان) الذي يدعم حرية سكان ماساتشوستس في القراءة.

## المنشورات
عملت جمعية مكتبات ماساتشوستس كناشر لمؤلفين مثل روبرت فروست وغيره من المؤلفين على العديد من معايير الدولة لخدمات المكتبة لمختلف السكان.

## اللجان
- لجنة المؤتمر
- لجنة الحرية الفكرية والمسؤوليات الاجتماعية
- لجنة جوردان ميلر (البرنامج السنوي لرواية القصص)
- قسم القيادة والإدارة
- اللجنة التشريعية
- قسم تكنولوجيا معلومات المكتبات
- لجنة العضوية
- لجنة شؤون الموظفين والتعليم
- لجنة العلاقات العامة

## الأقسام
- قسم الخدمات الفنية
- قسم أمناء المكتبات
- قسم خدمات الشباب

## المنظمات التابعة
- أصدقاء مكتبات ماساتشوستس (MFOL) [1]
- جمعية أمناء مكتبة ماساتشوستس
- مجلس مفوضي المكتبات بولاية ماساتشوستس (MBLC)
- جمعية مكتبات مدارس ماساتشوستس (MSLA)
- جمعية المكتبات الأمريكية (ALA) ( انظر أيضًا : مقالة ويكيبيديا عن جمعية المكتبات الأمريكية )
- جمعية مكتبات نيو إنجلاند (NELA)
- رابطة مكتبات الكليات والبحوث (ACRL)

## روابط خارجية
- جمعية مكتبات ماساتشوستس (MLA)
- موقع جمعية مكتبات نيو إنجلاند